# Osnabrock
Osnabrock è un centro abitato (city) degli Stati Uniti d'America, situato nella Contea di Cavalier nello Stato del Dakota del Nord. Nel censimento del 2000 la popolazione era di 174 abitanti. La città è stata fondata nel 1887.

## Geografia fisica
Secondo i rilevamenti dell'United States Census Bureau, la località di Osnabrock si estende su una superficie di 0,80 km², tutti occupati da terre.

## Popolazione
Secondo il censimento del 2000, a Osnabrock vivevano 174 persone, ed erano presenti 40 gruppi familiari. La densità di popolazione era di 229 ab./km². Nel territorio comunale si trovavano 85 unità edificate. Per quanto riguarda la composizione etnica degli abitanti, il 95,98% era bianco, il 2,30% era nativo e l'1,72% apparteneva a due o più razze. La popolazione di ogni razza ispanica corrispondeva al 3,45% degli abitanti.
Per quanto riguarda la suddivisione della popolazione in fasce d'età, il 21,3% era al di sotto dei 18, l'8,0% fra i 18 e i 24, il 14,9% fra i 25 e i 44, il 21,3% fra i 45 e i 64, mentre infine il 34,5% era al di sopra dei 65 anni di età. L'età media della popolazione era di 50 anni. Per ogni 100 donne residenti vivevano 95,5 maschi.